# Szélhámos rokonok
A Szélhámos rokonok (eredeti cím: The Out-Laws) 2023-ban bemutatott amerikai akcióvígjáték
Tyler Spindel rendezésében. A forgatókönyvet Evan Turner és Ben Zazove írta, a film producere Adam Sandler, Adam DeVine és Allen Covert volt. A főbb szerepekben DeVine, Nina Dobrev, Ellen Barkin és Pierce Brosnan látható.
2023. július 7-én mutatta be a Netflix. Általánosságban vegyes értékeléseket kapott a kritikusoktól.

## Cselekmény
Owen T. Browning fiatal banki alkalmazott, aki eljegyezte élete szerelmét, Parker McDermottot. Hamarosan össze is akarnak házasodni. Owen végre találkozik a lány szüleivel, Billyvel és Lillyvel, majd közös találkozót szervez a saját szüleivel, Margie-val és Neillel. Miután Owen leendő apósa megérkezik a városba, a bankot, ahol Owen dolgozik, munkaidőben kirabolják az úgynevezett Szellembanditák. Owen azt gyanítja, az elkövetők Billy és Lilly. Egyebek mellett tudták a széf kódját, amelyet Owen úgy vél, részegen adott ki.
A bűnöző Rehan úgy érzi, a Szellembanditák elárulták, ezért bosszút áll rajtuk: elrabolja lányukat, Parkert és ötmillió dolláros váltságdíjat követel érte. A menyasszonya megmentése érdekében Owennek össze kell fognia Billyvel és Lillyvel és ki kell rabolnia egy másik bankot a követelt váltságdíj megszerzéséhez.
Míg a Victory Union Bank kirablásakor szinte az összes zsákmányolt pénz elveszik, Owennek sikerül bezárkóznia a Phoebe King által vezetett Atlas Reserve széfjébe és egy vészkijáraton keresztül elmenekül az ötmilliós zsákmánnyal. A váltságdíjat végül egy üres teremben akarják átadni, de Owen fegyveréből eldördül egy lövés és Rehan meghal. Parkert sértetlenül elengedik, így Owen észrevétlenül vissza tudja vinni a váltságdíjat a bankba. A két fél összeházasodik, Billyt és Lillyt pedig letartóztatja Oldham FBI-ügynök, aki évek óta a Szellembanditák után nyomozott.

## Szereplők
| Szerep           | Színész            | Magyar hang       |
| ---------------- | ------------------ | ----------------- |
| Owen Browning    | Adam DeVine        | Hamvas Dániel     |
| Billy McDermott  | Pierce Brosnan     | Kautzky Armand    |
| Lilly McDermott  | Ellen Barkin       | Farkasinszky Edit |
| Parker McDermott | Nina Dobrev        | Mentes Júlia      |
| Roger Oldham     | Michael Rooker     | Rába Roland       |
| Rehan Zakaryan   | Poorna Jagannathan | Németh Borbála    |
| Neil Browning    | Richard Kind       | Kassai Károly     |
| Margie Browning  | Julie Hagerty      | Kovács Nóra       |
| Phoebe King      | Lauren Lapkus      | Tornyi Ildikó     |
| Kay              | Jackie Sandler     | Bálizs Anett      |

## A film készítése
2021 júliusában Pierce Brosnan és Adam Devine szerepet kapott a filmben, a rendező pedig Tyler Spindel lett. 2021 októberében Ellen Barkin, Nina Dobrev, Michael Rooker, Poorna Jagannathan, Julie Hagerty, Richard Kind, Lil Rel Howery és Blake Anderson csatlakozott a szereplőgárdához.
A forgatás 2021 októbere és decembere között zajlott a Georgia állambeli Atlantában.

## Bemutató
A Szélhámos rokonok 2023. július 7-én jelent meg a Netflixen.

## Fordítás
- Ez a szócikk részben vagy egészben  a   The Out-Laws (film) című angol Wikipédia-szócikk fordításán alapul.  Az eredeti cikk szerkesztőit annak laptörténete sorolja fel. Ez a jelzés csupán a megfogalmazás eredetét és a szerzői jogokat jelzi, nem szolgál a cikkben szereplő információk forrásmegjelöléseként.